# Giải Manga Shōgakukan
Giải thưởng Manga Shōgakukan (小学館漫画賞 (Tiểu học quán mạn họa thưởng) Shōgakukan manga shō) là một trong những giải thưởng lớn nhất trong ngành công nghiệp truyện tranh Nhật Bản, được bảo trợ bởi nhà xuất bản Shōgakukan. Nó được tổ chức lần đầu tiên năm 1955 và dành cho tất cả các mangaka của mọi nhà xuất bản.
Phân loại:
- 児童向け部門 Jidō muke bumon: giải cho truyện tranh cho nhi đồng (trẻ em).
- 少年向け部門, Shōnen muke bumon: giải cho truyện tranh cho thiếu niên nam (shōnen manga).
- 少女向け部門, Shōjo muke bumon: giải cho truyện tranh cho thiếu nữ (shōjo manga).
- 一般向け部門, Ippan no muke bumon: giải chung, dành cho thanh niên (seinen).
- Giải đặc biệt dành cho những việc làm nổi bật, những thành tựu để đời.

Ban đầu, Giải Shōgakukan Manga chỉ có giải seinen. Năm 1976, giải Shōnen bắt đầu được trao thưởng. Năm 1980, nó được mở rộng thành giải shounen/shoujo và đến năm 1984 lại tách ra làm hai giải riêng (Shōnen muke bumon và Shōjo muke bumon). Giải Jidō muke bumon ra đời vào năm 1982. Từ năm 1976 tới năm 1989, giải General bắt đầu được gọi là giải seinen (Seinen ippan no muke bumon).

## Danh sách các mangaka đoạt giải
| #  | Năm  | Chung | Shōnen (Thiếu niên)                                                                      | Shōjo (Thiếu nữ)                                                                               | Jidō (Nhi đồng)                                                             |
| -- | ---- | --- | ---------------------------------------------------------------------------------------- | ---------------------------------------------------------------------------------------------- | --------------------------------------------------------------------------- |
| 1  | 1955 | Būtan, Baba Noboru | Không trao giải                                                                          | Không trao giải                                                                                | Không trao giải                                                             |
| 2  | 1956 | Oyama no Kaba-chan, Ishida Eijo                                                                                             | Không trao giải                                                                          | Không trao giải                                                                                | Không trao giải                                                             |
| 3  | 1957 | Manga Seminar on Biology and Biiko-chan, Tezuka Osamu                                                                       | Không trao giải                                                                          | Không trao giải                                                                                | Không trao giải                                                             |
| 4  | 1958 | Little Black Sambo và Shiawase no Ōji, Senba Tarō                                                                           | Không trao giải                                                                          | Không trao giải                                                                                | Không trao giải                                                             |
| 5  | 1959 | Korisu no Pokko, Ōta Jirō Bonko-chan và Fuichin-san, Ueda Toshiko                                                           | Không trao giải                                                                          | Không trao giải                                                                                | Không trao giải                                                             |
| 6  | 1960 | Không trao giải | Không trao giải                                                                          | Không trao giải                                                                                | Không trao giải                                                             |
| 7  | 1961 | Science-kun no Sekai Ryokō, Aki Reiji                                                                                       | Không trao giải                                                                          | Không trao giải                                                                                | Không trao giải                                                             |
| 8  | 1962 | Susume Roboketto and Tebukuro Tecchan, Fujiko Fujio                                                                         | Không trao giải                                                                          | Không trao giải                                                                                | Không trao giải                                                             |
| 9  | 1963 | Fight Sensei và Stop! Nii-chan, Sekitani Hisashi                                                                            | Không trao giải                                                                          | Không trao giải                                                                                | Không trao giải                                                             |
| 10 | 1964 | Osomatsu-kun, Akatsuka Fujio                                                                                                | Không trao giải                                                                          | Không trao giải                                                                                | Không trao giải                                                             |
| 11 | 1965 | Paki-chan to Ganta, Maekawa Kazuo                                                                                           | Không trao giải                                                                          | Không trao giải                                                                                | Không trao giải                                                             |
| 12 | 1966 | Không trao giải | Không trao giải                                                                          | Không trao giải                                                                                | Không trao giải                                                             |
| 13 | 1967 | Sabu to Ichi Torimono Hikae, Ishinomori Shotaro                                                                             | Không trao giải                                                                          | Không trao giải                                                                                | Không trao giải                                                             |
| 14 | 1968 | Animal 1 và Inakappe Taishō, Kawasaki Noboru                                                                                | Không trao giải                                                                          | Không trao giải                                                                                | Không trao giải                                                             |
| 15 | 1969 | Fire!, Mizuno Hideko | Không trao giải                                                                          | Không trao giải                                                                                | Không trao giải                                                             |
| 16 | 1970 | Glass no Shiro, Watanabe Masako Gag Ojisan và Oya Baka Tengoku, Aki Ryuzan (đồng giải)                                      | Không trao giải                                                                          | Không trao giải                                                                                | Không trao giải                                                             |
| 17 | 1971 | Hana Ichimonme, Nagashima Shinji Minashigo Hutch, Yoshida Tatsuo                                                            | Không trao giải                                                                          | Không trao giải                                                                                | Không trao giải                                                             |
| 18 | 1972 | Tōchan no Kawaii Oyome-san và Hashire! Boro, Asuna Hiroshi                                                                  | Không trao giải                                                                          | Không trao giải                                                                                | Không trao giải                                                             |
| 19 | 1973 | Otoko Doahō Kōshien và Deba to Batto, Mizushima Shinji                                                                      | Không trao giải                                                                          | Không trao giải                                                                                | Không trao giải                                                             |
| 20 | 1974 | The Drifting Classroom, Umezu Kazuo                                                                                         | Không trao giải                                                                          | Không trao giải                                                                                | Không trao giải                                                             |
| 21 | 1975 | Golgo 13, Saito Takao | Poe no Ichizoku and They Were Eleven, Hagio Moto                                         | Không trao giải                                                                                | Không trao giải                                                             |
| 22 | 1976 | Abu-san, Mizushima Shinji                                                                                                   | Captain và Play Ball, Akio Chiba Ganbare Genki, Koyama Yū (đồng giải)                    | Không trao giải                                                                                | Không trao giải                                                             |
| 23 | 1977 | Notari Matsutaro, Chiba Tetsuya                                                                                             | Galaxy Express 999 và Senjo Manga Series, Matsumoto Reiji                                | Không trao giải                                                                                | Không trao giải                                                             |
| 24 | 1978 | Haguregumo, George Akiyama                                                                                                  | Dame Oyaji, Furuya Mitsutoshi                                                            | Không trao giải                                                                                | Không trao giải                                                             |
| 25 | 1979 | Tosa no Ippon Tsuri, Aoyagi Yūsuke                                                                                          | To Terra... và Kaze to Ki no Uta, Takemiya Keiko                                         | To Terra... và Kaze to Ki no Uta, Takemiya Keiko                                               | Không trao giải                                                             |
| 26 | 1980 | Hakatakko Junjō và Gangaragan, Hasegawa Hōsei Chie – Cô bé hạt tiêu, Haruki Etsumi (đồng giải)                              | Urusei Yatsura, Takahashi Rumiko                                                         | Urusei Yatsura, Takahashi Rumiko                                                               | Không trao giải                                                             |
| 27 | 1981 | Sanchōme no Yūhi, Saigan Ryōhei                                                                                             | Dr. Slump, Toriyama Akira                                                                | Dr. Slump, Toriyama Akira                                                                      | Doraemon, Fujiko Fujio                                                      |
| 28 | 1982 | Tsuribaka Nisshi, Yamasaki Jūzō và Kitami Ken'ichi                                                                          | Miyuki và Touch, Adachi Mitsuru                                                          | Miyuki và Touch, Adachi Mitsuru                                                                | Game Center Arashi và Kon'nichiwa! Mi-com, Sugaya Mitsuru                   |
| 29 | 1983 | Hidamari no Ki, Tezuka Osamu                                                                                                | Musashi no Ken, Murakami Motoka                                                          | Kisshō Tennyo, Yoshida Akimi                                                                   | Panku Ponk, Tachiiri Haruko                                                 |
| 30 | 1984 | Human Crossing, Yajima Masao và Hirokane Kenshi                                                                             | Futari Daka and Area 88, Shintani Kaoru                                                  | Yume no Ishibumi, Kihara Toshie                                                                | Kinnikuman, Yudetamago                                                      |
| 31 | 1985 | Bokkemon, Iwashige Takashi                                                                                                  | Hatsukoi Scandal and Tobe! Jinrui II, Oze Akira                                          | Zenryaku Milk House, Kawahara Yumiko                                                           | Asari-chan, Muroyama Mayumi                                                 |
| 32 | 1986 | Oishinbo, Kariya Tetsu và Hanasaki Akira                                                                                    | Ginga: Nagareboshi Gin, Takahashi Yoshihiro                                              | Purple Eyes in the Dark, Shinohara Chie                                                        | Ganbare, Kickers!, Nagai Noriaki                                            |
| 33 | 1987 | Hotel và Manga Nihon Keizai Nyumon, Ishinomori Shotaro                                                                      | Just Meet và Fuyu Monogatari, Hara Hidenori                                              | Boyfriend, Soryo Fuyumi                                                                        | Tsurupika Hagemaru, Nomura Shinbo                                           |
| 34 | 1988 | Genji Monogatari, Maki Miyako                                                                                               | B.B., Ishiwata Osamu                                                                     | Fancy Dance, Okano Reiko                                                                       | Obocchama-kun, Kobayashi Yoshinori                                          |
| 35 | 1989 | Yawara!, Urasawa Naoki | Ucchare Goshogawara, Nakaima Tsuyoshi                                                    | Papa Told Me, Haruno Nanae                                                                     | Lovely Mari-chan, Uehara Kimiko                                             |
| 36 | 1990 | F, Rokuda Noboru | Mobile Police Patlabor, Yūki Masami                                                      | Crest of the Royal Family, Hosokawa Chieko Hajime-chan ga Ichiban!, Watanabe Taeko (đồng giải) | Amaizo! Dango, Moo. Nenpei                                                  |
| 37 | 1991 | Kazoku no Shokutaku và Asunaro Hakusho, Saimon Fumi                                                                         | Ushio and Tora, Fujita Kazuhiro                                                          | Makoto Call!, Fujita Kazuko                                                                    | Dojji Danpei, Koshita Tetsuhiro                                             |
| 38 | 1992 | Okami-san, Ichimaru Miyamoto kara Kimi e, Arai Hideki (đồng giải)                                                           | Ghost Sweeper Mikami, Shiina Takashi Yaiba, Aoyama Gosho (đồng giải)                     | Basara, Tamura Yumi                                                                            | Không trao giải                                                             |
| 39 | 1993 | Kaze no Daichi, Sakata Nobuhiro và Kazama Eiji                                                                              | YuYu Hakusho, Togashi Yoshihiro                                                          | Bara no Tame ni, Yoshimura Akemi                                                               | One More Jump, Akaishi Michiyo                                              |
| 40 | 1994 | Bokkō, Mori Hideki | Slam Dunk, Inoue Takehiko                                                                | Baby and Me, Ragawa Marimo                                                                     | Ore wa Otoko Da! Kunio-kun, Anakubo Kōsaku                                  |
| 41 | 1995 | Ron, Murakami Motoka Gallery Fake và Tarō, Hosono Fujihiko (đồng giải)                                                      | Major, Mitsuda Takuya                                                                    | Hana yori Dango, Kamio Yoko                                                                    | Kocchi Muite! Miiko, Ono Eriko                                              |
| 42 | 1996 | Gekka no Kishi, Nōjō Jun'ichi                                                                                               | Firefighter! Daigo of Fire Company M, Soda Masahito                                      | Kanon, Saito Chiho                                                                             | Midori no Makibaō, Tsunomaru                                                |
| 43 | 1997 | Azumi, Koyama Yū | Ganba! Fly High, Morisue Shinji và Kikuta Hiroyuki                                       | Ceres, Celestial Legend, Watase Yuu                                                            | Ninpen Manmaru, Igarashi Mikio                                              |
| 44 | 1998 | Aji Ichi Monme, Abe Zenta và Kurata Yoshimi                                                                                 | Project ARMS, Nanatsuki Kyoichi và Minagawa Ryōji                                        | Angel Lip, Arai Kiyoko                                                                         | Không trao giải                                                             |
| 45 | 1999 | Không trao giải | Monkey Turn, Kawai Katsutoshi Hikaru no Go, Hotta Yumi và Obata Takeshi (đồng giải)      | Bara-Iro no Ashita, Ikuemi Ryo                                                                 | Taro the Space Alien, Nagatoshi Yasunari                                    |
| 46 | 2000 | Monster, Urasawa Naoki | Thám tử lừng danh Conan, Aoyama Gosho Cheeky Angel, Nishimori Hiroyuki (đồng giải)       | Red River, Shinohara Chie                                                                      | Seikimatsu Leader den Takeshi!, Shimabukuro Mitsutoshi                      |
| 47 | 2001 | Heat, Buronson và Ikegami Ryoichi                                                                                           | InuYasha, Takahashi Rumiko                                                               | Kaguyahime, Shimizu Reiko Yasha, Yoshida Akimi (đồng giải)                                     | Pukupuku Natural Circular Notice, Tatsuyama Sayuri                          |
| 48 | 2002 | Nijuu-seiki Shōnen, Urasawa Naoki                                                                                           | Zatch Bell!, Raiku Makoto                                                                | Nana, Yazawa Ai Kaze Hikaru, Watanabe Taeko (đồng giải)                                        | Croket!, Kashimoto Manavu                                                   |
| 49 | 2003 | Dr. Kotō Shinryōjo, Yamada Takatoshi                                                                                        | Yakitate!! Japan, Hashiguchi Takashi Cang giả kim thuật sư, Arakawa Hiromu (đồng giải)   | Love★Com, Nakahara Aya                                                                         | Mirmo!, Shinozuka Hiromu                                                    |
| 50 | 2004 | Team Medical Dragon, Nogizaka Tarō và Nagai Akira                                                                           | Bleach, Kubo Taito                                                                       | Sand Chronicles, Ashihara Hinako We Were There, Obata Yūki (đồng giải)                         | Sgt. Frog, Yoshizaki Mine Grandpa Danger, Soyama Kazutoshi (đồng giải)      |
| 51 | 2005 | A Spirit of the Sun, Kawaguchi Kaiji Rainbow - Nisha Rokubō no Shichinin, George Abe và Kakizaki Masasumi (đồng giải)       | Wild Life, Fujisaki Masato                                                               | Sonnanja neyo, Izumi Kaneyoshi                                                                 | Animal Alley, Maekawa Ryō                                                   |
| 52 | 2006 | Bengoshi no Kuzu, Iura Hideo                                                                                                | Kết Giới Sư, Tanabe Yellow                                                               | 7 Seeds, Tamura Yumi                                                                           | Kirarin Revolution, Nakahara An                                             |
| 53 | 2007 | Bambino!, Sekiya Tetsuji Kurosagi, Natsuhara Takeshi và Kuromaru (đồng giải)                                                | Daiya no Ace, Terajima Yuji                                                              | Boku no Hatsukoi o Kimi ni Sasagu, Aoki Kotomi                                                 | Keshikasu-kun, Murase Noriyuki                                              |
| 54 | 2008 | Gaku: Minna no Yama, Ishizuka Shin'ichi                                                                                     | Cross Game, Adachi Mitsuru                                                               | Black Bird, Sakurakoji Kanoko                                                                  | Naisho no Tsubomi, Yabuuchi Yuu                                             |
| 55 | 2009 | Shinya Shokudō, Abe Yarō | Sket Dance Shinohara, Kenta                                                              | Machi de Uwasa no Tengu no Ko, Iwamoto Nao                                                     | A Penguin's Troubles, Nagai Yūji                                            |
| 56 | 2010 | Ushijima the Loan Shark, Manabe Shōhei Uchū Kyōdai, Koyama Chūya                                                            | King Golf, Sasaki Ken và Tani Masaki                                                     | Ōoku, Yoshinaga Fumi                                                                           | Yumeiro Patissiere, Matsumoto Natsumi                                       |
| 57 | 2011 | Sakamichi no Apollon, Kodama Yūki                                                                                           | Nobunaga Concerto, Ishii Ayumi                                                           | Pin to Kona, Shimaki Ako                                                                       | Inazuma Eleven, Yabuno Ten'ya                                               |
| 58 | 2012 | I Am a Hero, Hanazawa Kengo                                                                                                 | Silver Spoon, Arakawa Hiromu                                                             | Piece, Ashihara Hinako                                                                         | Mysterious Joker, Takahashi Hideyasu                                        |
| 59 | 2013 | Mogura no Uta, Takahashi Noboru                                                                                             | Magi: The Labyrinth of Magic, Otaka Shinobu                                              | Kanojo wa Uso o Aishisugiteru, Aoki Kotomi                                                     | Zekkyō Gakkyū, Ishikawa Emi                                                 |
| 60 | 2014 | Asahinagu, Kozaki Ai Aoi Honō, Shimamoto Kazuhiko (đồng giải)                                                               | Be Blues! ~Ao ni Nare~, Tanaka Motoyuki                                                  | Joō no Hana, Izumi Kaneyoshi                                                                   | Yōkai Watch, Konishi Noriyuki                                               |
| 61 | 2015 | Umimachi Diary, Yoshida Akimi Sunny, Matsumoto Taiyo                                                                        | Haikyū!!, Furudate Haruichi                                                              | My Love Story!!, Kawahara Kazune and Aruko                                                     | Usotsuki! Gokuō-kun, Yoshimoto Makoto                                       |
| 62 | 2016 | Blue Giant, Ishizuka Shin'ichi Jūhan Shuttai!, Matsuda Naoko (đồng giải)                                                    | Mob Psycho 100, ONE                                                                      | 37.5°C no Namida, Shiina Chika                                                                 | Ijime, Igarashi Kaoru                                                       |
| 63 | 2017 | Kūbo Ibuki, Kawaguchi Kaiji After the Rain, Mayuzuki Jun (đồng giải)                                                        | Yakusoku no Neverland, Shirai Kaiu và Demizu Posuka                                      | Omoi, Omoware, Furi, Furare, Sakisaka Io                                                       | PriPri Chi-chan!!, Shinozuka Hiromu                                         |
| 64 | 2018 | Hibiki: Shōsetsuka ni Naru Hōhō, Yanamoto Mitsuharu Kenkō de Bunkateki na Saitei Gendo no Seikatsu, Kashiwagi Haruko        | Dr.STONE, Inagaki Riichiro và Boichi                                                     | Suteki na Kareshi, Kawahara Kazune                                                             | Juuni-sai, Maita Nao                                                        |
| 65 | 2019 | Aoashi, Kobayashi Yūgo và Ueno Naohiko Kaguya-sama wa Kokurasetai ~Tensai-tachi no Ren'ai Zunōsen~, Akasaka Aka (đồng giải) | Maiko-san chi no Makanai-san, Koyama Aiko                                                | Nagi no Oitoma, Konari Misato                                                                  | Neko, Hajimemashita, Wagata Konomi                                          |
| 66 | 2020 | Dead Dead Demon's Dededede Destruction, Asano Inio Hakozume: Kōban Joshi no Gyakushū, Yasu Miko (đồng giải)                 | Karakai Jōzu no Takagi-san, Yamamoto Sōichirō Chainsaw Man, Fujimoto Tatsuki (đồng giải) | Yuzuki-sanchi no Yon Kyōdai, Fujisawa Shizuki                                                  | Duel Masters, Matsumoto Shigenobu Chocolat no Mahō, Mizuho Rino (đồng giải) |
| 67 | 2021 | Nigatsu no Shōsha: Zettai Gōkaku no Kyōshitsu, Takase Shiho Mistery to Iu Nakare, Tamura Yumi (đồng giải)                   | Komi-san wa, komyu-shō desu., Oda Tomohito                                               | Kieta Hatsukoi, Hinekure Wataru và Aruko                                                       | Không trao giải                                                             |